# Nethinius
Nethinius är ett släkte av skalbaggar. Nethinius ingår i familjen långhorningar.

## Dottertaxa tillNethinius, i alfabetisk ordning[1]
- Nethinius acuticollis
- Nethinius alluaudi
- Nethinius ambrinus
- Nethinius amethystinus
- Nethinius amicus
- Nethinius anticipes
- Nethinius atroviridis
- Nethinius ballerioi
- Nethinius berafiensis
- Nethinius bicoloritarsis
- Nethinius capreolus
- Nethinius catalai
- Nethinius coindardii
- Nethinius cribratus
- Nethinius curlettii
- Nethinius cylindricus
- Nethinius dimidiatipes
- Nethinius elegans
- Nethinius elongatus
- Nethinius ernesti
- Nethinius fairmairei
- Nethinius flavipes
- Nethinius fulvescens
- Nethinius fulvipes
- Nethinius giganteus
- Nethinius gracilior
- Nethinius hirsutus
- Nethinius humbloti
- Nethinius laevicollis
- Nethinius laticollis
- Nethinius longipennis
- Nethinius mananarensis
- Nethinius maroantsetrensis
- Nethinius montanus
- Nethinius nanus
- Nethinius nigricornis
- Nethinius nigripennis
- Nethinius obscuripes
- Nethinius occidentalis
- Nethinius pallidipes
- Nethinius pauliani
- Nethinius perinetensis
- Nethinius perrieri
- Nethinius perroti
- Nethinius peyrierasi
- Nethinius pilosus
- Nethinius punctatus
- Nethinius quadrinodosus
- Nethinius quentini
- Nethinius robinsoni
- Nethinius rossi
- Nethinius ruficeps
- Nethinius sambiranensis
- Nethinius sanguinicollis
- Nethinius satanas
- Nethinius semirufus
- Nethinius septentrionis
- Nethinius setigerus
- Nethinius seyrigi
- Nethinius sicardi
- Nethinius sogai
- Nethinius tenebrosus
- Nethinius testaceus
- Nethinius vadoni
- Nethinius vicinus
- Nethinius wintreberti
- Nethinius violaceipennis
- Nethinius wittmeri